# Polygalales
Ordre
Classification APG II (2003)
Classification APG III (2009)
Les Polygalales sont un ordre de plantes dicotylédones.
En classification classique de Cronquist (1981) il comprend sept familles :
- Kramériacées
- Malpighiacées
- Polygalacées
- Trémandracées
- Trigoniacées
- Vochysiacées
- Xanthophyllacées

En classification phylogénétique APG II (2003) et classification phylogénétique APG III (2009) cet ordre n'existe pas.